# بخش کومسومولسکی، استان ایوانوف
بخش کومسومولسکی (به لاتین: Komsomolsky District) یک منطقهٔ مسکونی در روسیه است که در استان ایوانوف واقع شده‌است.